# 亚萨明·安萨里
亚萨明·安萨里（波斯語：‎；1992年4月7日—）是美国气候政策活动家及政治人物，现担任亚利桑那州第三国会选区联邦众议员。2021年至2024年，她以民主党人的身份担任亚利桑那州凤凰城市议会议员。
在当选凤凰城议员时，安萨里是该市最年轻的议员，也是亚利桑那州第一位当选公职的伊朗裔。安萨里亦是国会中最年轻的女性。

## 早年生活及教育
安萨里出生于1992年4月7日，其父母是从伊朗移民到美国的新移民。高中时，她与亚利桑那州民主党组织一同支持巴拉克·奥巴马2008年的总统竞选活动，并与母亲一起为索马里难民提供辅导。安萨里就读于斯坦福大学，获得国际关系学士学位。大学就读期间，安萨里曾在南希·佩洛西手下实习。她毕业后获选约翰·加德纳奖学金，并开始在联合国秘书长潘基文的办公室工作。她曾担任潘基文的高级政策顾问并花了一年时间致力于《巴黎协定》，后来又在潘基文的继任者安东尼奥·古特雷斯的手下担任同一职务。2016年，她开始在剑桥大学圣约翰学院攻读国际关系和政治学，并最终获得硕士学位。她继续参与推动与气候相关的政治行动，包括帮助策划2016年气候行动峰会、全球气候行动峰会和首届联合国青年气候峰会。

## 政治生涯

### 凤凰城市议会
安萨里参加了2020年11月市议会选举，填补了迈克尔·诺瓦科夫斯基所空出的第7选区席位。在此次选举的全部五名候选人中，安萨里与辛西娅·埃斯特拉作为前两名参加了2021年3月9日的第二轮选举。安萨里于2021年4月19日就任市议员。
任职期间，她成立了高温应对与缓解办公室。该办公室致力于种植树木、减少路面的热量吸收、教育居民以及分配包括水在内的资源。她帮助制定了一项推广电动汽车的计划，并倡导该市购买氢燃料及电池能源的公交车。她与凤凰城市长凯特·加列戈一起出席了2021年以及2022年联合国气候变化大会。
2022年，安萨里与其他凤凰城议会成员因在市政府所持有的足迹中心体育馆使用包厢观看比赛和音乐会而受到批评。对此议会投票决定审查其经济发展措施，并考虑将包厢进行出租。
安萨里于2024年3月28日辞去市议员职务，专注于竞选国会议员。前海登市长卡洛斯·加林多-埃尔维拉获任命完成其剩余任期。

### 联邦众议员
安萨里曾被认为是2024年亚利桑那州第3国会选区的潜在候选人。她于2023年4月4日宣布参选，并在竞选中领导早期筹款活动。.Axios于2023年9月报道称，安萨里和拉克尔·特兰可能会在竞选中占据主导地位。安萨里在2024年第一季度筹集了超过325,000美元，使其总筹款额超过135万美元。2024年8月，安萨里以39票的微弱优势赢得初选，随后在这一深蓝选区轻松赢得大选。
2024年11月，安萨里当选民主党国会新人组主席。

## 政治立场
安萨里倡导气候行动和可持续发展，还表示支持工会和LGBT权利。此外她还支持扩大临时和经济适用住房的选择，以帮助解决凤凰城的露宿者问题。安萨里得到了亲以色列倡导组织“以色列民主多数派”这一政治机构的背书。

## 个人生活
安萨里曾任联合国政策职员。根据财务披露，安萨里的父亲曾借给她25万至50万美元作为购买公寓的费用。而根据安萨里2023年10月的财务披露显示，她在凤凰城市中心拥有两处房产，2023年通过出租其中一处房产赚了1.5万至5万美元。安萨里还在披露中估计，她的资产价值在250万美元至830万美元之间。

## 荣誉
安萨里于2019年入选“Grist 50”年度环保行动人士名单，她后来又在2020年入选福布斯30位30岁以下精英榜之政策与法律类榜单。

## 选举历史

### 2020年凤凰城市议会第七选区选举
| 2020年11月3日大选  | 2020年11月3日大选  | 2020年11月3日大选 | 2020年11月3日大选 | 2020年11月3日大选 |
| 候选人             | 候选人             | 得票数            | 百分比            |                   |
| ------------------ | ------------------ | ----------------- | ----------------- | ----------------- |
| 辛西娅·埃斯特拉    | 辛西娅·埃斯特拉    | 15,929            | 32.33%            |                   |
| 亚萨明·安萨里      | 亚萨明·安萨里      | 15,813            | 32.09%            |                   |
| 弗朗西斯卡·蒙托亚  | 弗朗西斯卡·蒙托亚  | 8,897             | 18.06%            |                   |
| G·格雷森·弗卢诺伊  | G·格雷森·弗卢诺伊  | 4,301             | 8.73%             |                   |
| 苏珊·默卡多-古迪诺 | 苏珊·默卡多-古迪诺 | 4,051             | 8.22%             |                   |
| 海选票             | 海选票             | 282               | 0.57              |                   |
| 得票总数           | 得票总数           | 49,272            | 100.00%           |                   |

### 2021年凤凰城市议会第七选区第二轮选举
| 2021年3月9日第二轮选举 | 2021年3月9日第二轮选举 | 2021年3月9日第二轮选举 | 2021年3月9日第二轮选举 | 2021年3月9日第二轮选举 |
| 候选人                 | 候选人                 | 得票数                 | 百分比                 |                        |
| ---------------------- | ---------------------- | ---------------------- | ---------------------- | ---------------------- |
| 亚萨明·安萨里          | 亚萨明·安萨里          | 7,850                  | 58.33%                 |                        |
| 辛西娅·埃斯特拉        | 辛西娅·埃斯特拉        | 5,609                  | 41.67%                 |                        |
| 得票总数               | 得票总数               | 13,459                 | 100.0%                 |                        |

### 2024年联邦众议员选举
| 党派 | 党派   | 候选人        | 得票数 | 百分比 |
| ---- | ------ | ------------- | ------ | ------ |
|      | 民主党 | 亚萨明·安萨里 | 19,087 | 44.6   |
|      | 民主党 | 拉克尔·特兰   | 19,045 | 44.5   |
|      | 民主党 | 杜安·伍腾     | 4,687  | 10.9   |
| 合计 | 合计   | 合计          | 42,819 | 100.0  |

| 党派 | 党派   | 候选人        | 得票数  | 百分比 |
| ---- | ------ | ------------- | ------- | ------ |
|      | 民主党 | 亚萨明·安萨里 | 143,336 | 70.9   |
|      | 共和党 | 杰夫·辛克     | 53,705  | 26.6   |
|      | 绿党   | 艾伦·阿韦尔萨 | 5,008   | 2.5    |
|      | 海选票 | 海选票        | 16      | 0.0    |
| 合计 | 合计   | 合计          | 202,065 | 100.0  |